# Anna Rantala Bonnier
Anna Kristina Rantala Bonnier, född Bonnier 13 augusti 1983 i Oscars församling, Stockholm, är en svensk socionom och  politiker för Feministiskt initiativ.
Rantala Bonnier var från 2016 till 2022 gruppledare för Feministiskt initiativ i Stockholms kommun. Hon hade innan sitt uppdrag som gruppledare arbetat som socialarbetare. Rantala Bonnier har särskilt engagerat sig i frågor om hedersrelaterat våld och förtryck och skjutningar i förorten. 
Hon är dotter till Åke Bonnier.